# Gottfried Wilhelm Johannes Mildbraed
Gottfried Wilhelm Johannes Mildbraed ( 1879 -1954) fue un botánico alemán especializado en musgos, helechos, y en varias espermatófitas. Se lo conoce por su autorizada monografía y tratamiento taxonómico de la familia Stylidiaceae, publicado en 1908, quedando inconclusa en la serie Das Pflanzenreich.
Fue por largas décadas profesor en el "Museo Botánico, Berlin-Dahlem. Perteneció a esa pléyade de científicos desplegados en África en expediciones de recolección de especímenes. En IPNI tiene un registro de identificación y nombramiento de 858 especies.

## Algunas publicaciones
- 1903. Verzeichnis der gelegentlich der Pfingstexkursion nach Buckow im Mai 1902 beobachteten Moose. En: Verhandlungen des botanischen Vereins der Provinz Brandenburg 44: XVII–XXI (online), con H. Paul

- 1905. Zwei Exkursionen nach dem Lubow-See. En: Verhandlungen des botanischen Vereins der Provinz Brandenburg 46: 204–210 (online), con E. U1brich

- 1906. Über die bryologischen Ergebnisse der Vorexkursion in der Umgebung von Lanke. En: Verhandlungen des botanischen Vereins der Provinz Brandenburg 47: V–VI (online)

- 1914. Wissenschaftliche Ergebnisse der Deutschen Zentral-Afrika-Expedition 1907–1908 unter Führung Adolf Friedrichs, Herzogs zu Mecklenburg. Vol. 2: Botanik, Klinkhardt & Biermann, Leipzig (online) editado con sus propias contribuciones

- 1922. Wissenschaftliche Ergebnisse der Deutschen Zentral-Afrika-Expedition 1910–1911 unter Führung Adolf Friedrichs, Herzogs zu Mecklenburg. Vol. 2: Botanik, Klinkhardt & Biermann, Leipzig (online)

- 1923. Georg Zenker. En: Notizblatt des Botanischen Gartens und Museums zu Berlin-Dahlem 8 ( 74): 319–324 (online)

- 1925. Georg Schweinfurth. Nachruf. En: Verhandlungen des botanischen Vereins der Provinz Brandenburg 67: 106–113

- 1926. Georg Schweinfurth als Botaniker. En: Die Naturwissenschaften 14 ( 24): 569–573

- 1930. Adolf Engler. Nachruf. En: Mitteilungen der Deutschen Dendrologischen Gesellschaft 42: XX–XXI

- 1931. Adolf Engler. Nachruf. En: Verhandlungen des botanischen Vereins der Provinz Brandenburg 73: 100–104

- 1933. Walter Busse (Nachruf). En Berichte der Deutschen Botanischen Gesellschaft 51: (61)–(71)

- 1935. Max Dinklage. Nachruf. En: Notizblatt des Botanischen Gartens und Museums zu Berlin-Dahlem 12 ( 113): 413–415

- 1936. Nachruf auf Eugen Otto Schulz. En: Notizblatt des Botanischen Gartens und Museums zu Berlin-Dahlem 13: 154

## Honores

### Eponimia
Géneros
- (Euphorbiaceae) Mildbraedia Pax[1]

- (Fabaceae) Mildbraediodendron Harms[2]

- (Poaceae) Mildbraediochloa Butzin[3]
- La abreviatura «Mildbr.» se emplea para indicar a Gottfried Wilhelm Johannes Mildbraed como autoridad en la descripción y clasificación científica de los vegetales.[4]